# Стохастична матриця
Стохасти́чна ма́триця — матриця, усі елементи якої є невід'ємними, а сума елементів рядків чи стовпців рівна одиниці. Стохастичні матриці широко використовуються в теорії ймовірностей, зокрема при вивченні ланцюгів Маркова. 

## Визначення
- Матриця {\displaystyle \ P=(p_{ij})} називається стохасти́чною справа (або просто стохастичною), якщо

{\displaystyle p_{ij}\geq 0,\;\forall i,j} та {\displaystyle \sum \limits _{j=1}^{\infty }p_{ij}=1,\quad \forall i.}
- Матриця називається стохасти́чною злі́ва, якщо

{\displaystyle p_{ij}\geq 0,\;\forall i,j} та {\displaystyle \sum \limits _{i=1}^{\infty }p_{ij}=1,\quad \forall j.}
- Матриця називається двічі стохасти́чною, якщо вона стохастична справа і зліва.

## Зв'язок із ланцюгами Маркова
Стохастична матриця є матрицею ймовірностей переходів деякого ланцюга Маркова. Якщо імовірність переходу зі стану i в стан j рівна {\displaystyle \ p_{ij}} то наведена нижче матриця буде очевидно стохастичною:
{\displaystyle P=\left({\begin{matrix}p_{1,1}&p_{1,2}&\dots &p_{1,j}&\dots \\p_{2,1}&p_{2,2}&\dots &p_{2,j}&\dots \\\vdots &\vdots &\ddots &\vdots &\ddots \\p_{i,1}&p_{i,2}&\dots &p_{i,j}&\dots \\\vdots &\vdots &\ddots &\vdots &\ddots \end{matrix}}\right)}

## Властивості
- Якщо {\displaystyle \ P} та {\displaystyle \ Q} — дві матриці стохастичні зліва (справа, двічі), то і їх добуток {\displaystyle \ R=PQ} теж є стохастичною зліва (справа, двічі) матрицею.

Справді розглянемо стохастичну справа матрицю, для інших доведення аналогічне. Сума елементів i-го рядка матриці {\displaystyle \ PQ} дорівнює:
{\displaystyle \sum _{j=1}^{\infty }\sum _{k=1}^{\infty }p_{ik}q_{kj}=\sum _{j=1}^{\infty }p_{ij}\sum _{k=1}^{\infty }q_{jk}=\sum _{j=1}^{\infty }p_{ij}\cdot 1=1}
тобто добуток матриць є стохастичною матрицею.

## Скінченна стохастична матриця
Якщо стохастична матриця є скінченною, то її спектральний радіус (найбільше абсолютне значення її власних чисел) є рівним одиниці. Очевидно, що 1 є власним значенням будь-якої стохастичної матриці. Для (правої) стохастичної матриці вектор, усі елементи якого рівні 1, буде власним вектором. Для власного значення 1 також існує лівий власний вектор, усі елементи якого є невід'ємними.
Якщо до того ж матриця є нерозкладною, то, згідно з теоремою Перрона — Фробеніуса, 1 буде простим власним значенням (простим коренем характеристичного многочлена) і, якщо {\displaystyle {\boldsymbol {\pi }}} — лівий власний вектор, що відповідає одиниці, тобто:
{\displaystyle {\boldsymbol {\pi }}P={\boldsymbol {\pi }}},
то всі елементи цього вектора є додатними. До того ж {\displaystyle {\boldsymbol {\pi }}} буде єдиним лівим власним вектором, усі елементи якого є невід'ємними дійсними числами.
Скінченна стохастична матриця {\displaystyle P=(p_{ij}),\;i,j=1,\ldots ,N} називається регуля́рною, якщо існує таке {\displaystyle n\in \mathbb {N} }, що
{\displaystyle p_{ij}^{(n)}>0,\quad \forall i,j=1,\ldots ,N},
де {\displaystyle p_{ij}^{(n)}}— елементи {\displaystyle n}-ї степені матриці {\displaystyle P}, тобто {\displaystyle P^{n}=\left(p_{ij}^{(n)}\right)}.
Якщо {\displaystyle P} — регулярна стохастична матриця, то 
{\displaystyle P^{n}\to \mathbf {1} ^{\top }{\boldsymbol {\pi }}},
де {\displaystyle \mathbf {1} =(1,\ldots ,1)} — вектор розмірності {\displaystyle N\times 1}, усі елементи якого рівні одиниці, а {\displaystyle {\boldsymbol {\pi }}}  — визначений раніше власний вектор.